# Atractus multicinctus
Espèce
Synonymes
- Rhabdosoma badium var. multicinctus Jan, 1865

Atractus multicinctus est une espèce de serpents de la famille des Dipsadidae.

## Répartition
Cette espèce se rencontre du département de Valle del Cauca en Colombie à la province de Los Ríos en Équateur entre le niveau de la mer et 770 m d'altitude..

## Description
Les mâles mesurent jusqu'à 249 mm sans la queue et les femelles jusqu'à 312 mm sans la queue.

## Publication originale
- Jan, 1865 : Iconographie générale des ophidiens. vol. 10, (texte intégral).